# Bulbophyllum minutipetalum
Bulbophyllum minutipetalum är en orkidéart som beskrevs av Rudolf Schlechter. Bulbophyllum minutipetalum ingår i släktet Bulbophyllum och familjen orkidéer. Inga underarter finns listade i Catalogue of Life.